# Acronicta guyasuta
Acronicta guyasuta är en fjärilsart som beskrevs av Ralph L. Chermock 1940. Acronicta guyasuta ingår i släktet Acronicta och familjen nattflyn. Inga underarter finns listade i Catalogue of Life.